# Il divo (film)
Il divo är en italiensk dramafilm från 2008 regisserad av Paolo Sorrentino.
Filmen är en biografi över den italienska politikern Giulio Andreotti. Under andra halvan av 1900-talet var han en av landets främsta statsmän. Filmens titel, bokstavligen "gudomen", är ett av Andreottis smeknamn.

## Rollista (i urval)
- Toni Servillo – Giulio Andreotti